# W52-FC Porto
W52-FC Porto was een wielerploeg die een Portugese licentie had. De ploeg bestond tussen 2013 en 2022 en kwam uit in de continentale circuits van de UCI. In 2019 kwam de ploeg uit met een ProContinentale licentie, de drie jaren daarna had de ploeg weer een continentale licentie.

## Schorsingen
De ploeg hield in 2022 op te bestaan wegens een dopingschandaal waarbij minstens zeven renners betrokken waren. Sommige renners werden geschorst omdat ze in bezit waren van verboden middelen of groeihormonen, andere renners kregen straffen nadat ongeregeldheden in hun paspoorten zijn aangetroffen. Betrokken renners waren Samuel Caldeira, José Fernandes, Daniel Mestre, Ricardo Mestre, João Rodrigues, Ricardo Vilela en Rui Vinhas. De betrokken renners kregen direct in 2022 straffen van drie tot zeven jaar opgelegd. In 2024 bekenden de renners in de rechtbank en vertelde Ricardo Mestre dat de verboden praktijken op zijn initiatief plaatsvonden, met medeweten van ploegleider Nuno Ribeiro.

## Overwinningen
| 2013 3e etappe Trofeo Joaquim Agostinho: Eduard Prades Eindklassement Trofeo Joaquim Agostinho: Eduard Prades 3e etappe Ronde van Portugal: Delio Fernández | 8e etappe Ronde van Portugal: Gustavo César Veloso 9e etappe (ITT) Ronde van Portugal: Alejandro Marque Eindklassement Ronde van Portugal: Alejandro Marque |

| 2014 2e etappe Ronde van Alentejo: Eduard Prades 5e etappe Ronde van Alentejo: Samuel Caldeira Eindklassement Trofeo Joaquim Agostinho: Delio Fernández | 9e etappe (ITT) Ronde van Portugal: Gustavo César Veloso Eindklassement Ronde van Portugal: Gustavo César Veloso Ploegenklassement Ronde van Portugal: *1) |

| 2015 2e etappe Ronde van Portugal: Delio Fernández 6e etappe Ronde van Portugal: Gustavo César Veloso 7e etappe Ronde van Portugal: Delio Fernández 9e etappe (ITT) Ronde van Portugal: Gustavo César Veloso | Eindklassement Ronde van Portugal: Gustavo César Veloso Ploegenklassement Ronde van Portugal: *2) 2e etappe Ronde van Rio de Janeiro: Gustavo César Veloso Eindklassement Ronde van Rio de Janeiro: Gustavo César Veloso |

| 2016 Proloog Trofeo Joaquim Agostinho: Rafael Reis 3e etappe Trofeo Joaquim Agostinho: Gustavo César Veloso Ploegenklassement Trofeo Joaquim Agostinho: *3) Proloog Ronde van Portugal: Rafael Reis | 4e etappe Ronde van Portugal: Gustavo César Veloso 6e etappe Ronde van Portugal: Gustavo César Veloso 10e etappe (ITT) Ronde van Portugal: Gustavo César Veloso Eindklassement Ronde van Portugal: Rui Vinhas Ploegenklassement Ronde van Portugal: *4) |

| 2017 5e etappe Ronde van de Algarve: Amaro Antunes Clássica da Arrábida: Amaro Antunes 2e etappe Trofeo Joaquim Agostinho: Amaro Antunes Eindklassement Trofeo Joaquim Agostinho: Amaro Antunes Ploegenklassement Trofeo Joaquim Agostinho: *5) | 2e etappe Ronde van Portugal: Samuel Caldeira 5e etappe Ronde van Portugal: Gustavo César Veloso 9e etappe Ronde van Portugal: Amaro Antunes 10e etappe (ITT) Ronde van Portugal: Gustavo César Veloso Eindklassement Ronde van Portugal: Amaro Antunes Ploegenklassement Ronde van Portugal: *6) |

| 2018 5e etappe (ITT) Ronde van Alentejo: Gustavo César Veloso 2e etappe GP Beiras e Serra da Estrela: César Fonte 3e etappe Ronde van Asturië: Ricardo Mestre Eindklassement Trofeo Joaquim Agostinho: José Fernandes 1e etappe Grande Prémio de Portugal N2: Raúl Alarcón Eindklassement Grande Prémio de Portugal N2: Raúl Alarcón | Ploegenklassement Grande Prémio de Portugal N2: *7) 3e etappe Ronde van Portugal: Raúl Alarcón 4e etappe Ronde van Portugal: Raúl Alarcón 9e etappe Ronde van Portugal: Raúl Alarcón Eindklassement Ronde van Portugal: Raúl Alarcón Ploegenklassement Ronde van Portugal: *8) |

| 2019 5e etappe (ITT) Ronde van Alentejo: João Rodrigues Eindklassement Ronde van Alentejo: João Rodrigues 2e etappe GP Beiras e Serra da Estrela: Daniel Mestre 3e etappe Ronde van Asturië: Edgar Pinto Proloog Trofeo Joaquim Agostinho: Gustavo César Veloso 2e etappe Trofeo Joaquim Agostinho: Rui Vinhas | Proloog Ronde van Portugal: Samuel Caldeira 3e etappe Ronde van Portugal: Daniel Mestre 4e etappe Ronde van Portugal: João Rodrigues 9e etappe Ronde van Portugal: Antonio Carvalho 10e etappe (ITT) Ronde van Portugal: João Rodrigues Eindklassement Ronde van Portugal: João Rodrigues Ploegenklassement Ronde van Portugal: *9) |

| 2020 Proloog Ronde van Portugal: Gustavo César Veloso 3e etappe Ronde van Portugal: Amaro Antunes | 8e etappe (ITT) Ronde van Portugal: Amaro Antunes Eindklassement Ronde van Portugal: Gustavo César Veloso Ploegenklassement Ronde van Portugal: *10) |

| 2021 Eindklassement Ronde van de Algarve: João Rodrigues Ploegenklassement Ronde van de Algarve: *11) | 4e etappe Ronde van Alentejo: Daniel Mestre 3e etappe Trofeo Joaquim Agostinho: José Fernandes |

*1) Ploeg Ronde van Portugal 2014: Caldeira, César, Costa, Durán, Fernandes, Fernández, Oliveira, Ribeiro, Vilela
*2) Ploeg Ronde van Portugal 2015: Alarcón, Caldeira, Carvalho, César, Fernandes, Fernández, Oliveira, Silva, Vinhas
*3) Ploeg Trofeo Joaquim Agostinho 2016: Alarcón, Caldeira, César, R. Mestre, Reis, Perez, Sánchez
*4) Ploeg Ronde van Portugal 2016: Alarcón, Caldeira, Carvalho, César, R. Mestre, Reis, Silva, Vinhas
*5) Ploeg Trofeo Joaquim Agostinho 2016: Antunes, Alarcón, Caldeira, César, Ferreira, R. Mestre, Rodrigues, Sánchez
*6) Ploeg Ronde van Portugal 2017: Antunes, Alarcón, Caldeira, Carvalho, César, R. Mestre, Silva, Vinhas
*7) Ploeg Grande Prémio de Portugal N2: Alarcón, Caldeira, Fernandes, Fonte, Freitas, Rodrigues, Vinhas
*8) Ploeg Ronde van Portugal 2018: Alarcón, Carvalho, César, Fonte, R. Mestre, Rodrigues, Vinhas
*9) Ploeg Ronde van Portugal 2019: Caldeira, Carvalho, César, D. Mestre, R. Mestre, Pinto Rodrigues
*10) Ploeg Ronde van Portugal 2020: Antunes, Caldeira, César, D. Mestre, R. Mestre, Rodrigues, Vinhas
*11) Ploeg Ronde van de Algarve 2021: Antunes, Brandão, Caldeira, J. Fernandes, D. Mestre, R. Mestre, Rodrigues
Sjabloon:Navigatie selectie wielerploeg/OFM-Quinta da Lixa 2013
Sjabloon:Navigatie selectie wielerploeg/OFM-Quinta da Lixa 2014
Sjabloon:Navigatie selectie wielerploeg/W52-Quinta da Lixa 2015
Sjabloon:Navigatie selectie wielerploeg/W52-FC Porto 2016
Sjabloon:Navigatie selectie wielerploeg/W52-FC Porto 2017
Alarcón · Caldeira · Carvalho · César · Fernandes · Ferreira · Fonte · Freitas · Mestre · Rodrigues · Sánchez · Vinhas
Sjabloon:Navigatie selectie wielerploeg/W52-FC Porto 2019
Sjabloon:Navigatie selectie wielerploeg/W52-FC Porto 2020
Sjabloon:Navigatie selectie wielerploeg/W52-FC Porto 2021
Sjabloon:Navigatie selectie wielerploeg/W52-FC Porto 2022